# NGC 1278
NGC 1278 = IC 1907 ist eine elliptische Galaxie vom Hubble-Typ E2 im Sternbild Perseus am Nordsternhimmel. Sie ist schätzungsweise 277 Millionen Lichtjahre von der Milchstraße entfernt, hat einen Durchmesser von etwa 115.000 Lj und ist Mitglied des Perseus-Haufens Abell 426.
In derselben Himmelsregion liegen die Galaxien NGC 1274, NGC 1275, NGC 1277, NGC 1281.
Das Objekt wurde von dem Astronomen Heinrich Louis d’Arrest am 14. Februar 1863 mithilfe seines 18,7 Zoll Teleskops entdeckt und später von Johan Dreyer im New General Catalogue verzeichnet. Guillaume Bigourdan entdeckte das Objekt erneut am 22. Oktober 1884, es wurde im Index-Katalog als IC 1907 verzeichnet.